# Ethmia albilineata
Ethmia albilineata is een vlinder uit de familie grasmineermotten (Elachistidae). De wetenschappelijke naam van deze soort is voor het eerst geldig gepubliceerd in 1952 door Viette.
De soort komt voor in tropisch Afrika.